# Didi Zanavi
Didi Zanavi (en georgiano: დიდი ზანავი) es un pueblo de Georgia ubicado en el sur de la región de Mesjetia-Yavajetia, siendo parte del municipio de Adigueni.

## Geografía
Didi Zanavi se encuentra en la orilla izquierda del pequeño río Kvabliani al sur de la cordillera de Mesjetia, parte del Cáucaso Menor. Didi Zanavi está a 4 km al noreste de Adigueni.

## Historia
El pueblo fue conocido históricamente como Zanavi, nombre que compartía con otros varios asentamientos en Georgia. Se menciona por primera vez en el texto hagiográfico de los siglos IX-X, la Vita de San Serapión de Zarzma, escrita por Basil de Zarzma, que se encuentra en las fincas de Giorgi Chorchaneli, un gran noble de Yavajetia. Este Giorgi encargó un monasterio a Amaspo y Kurdia y fue enterrado allí al morir. 
En 1578, la aldea, junto con otras tierras del suroeste de Georgia, fueron conquistadas por el Imperio otomano. A partir de 1595, hubo dos aldeas llamadas Zanavi en el área, la "superior" y la "inferior", ambas parte del nahiye de Ude en el sanyak de Ajaltsije. Los aldeanos se convirtieron en musulmanes durante los más de 250 años de gobierno otomano.
Como el resto de turcos mesjetios, muchos habitantes locales fueron deportados a Asia Central desde la Georgia soviética en 1944. La aldea desocupada fue reasentada por recién llegados de las regiones occidentales de Georgia de Imericia y Racha.

## Demografía
La evolución demográfica de Didi Zanavi entre 2002 y 2014 fue la siguiente:
| 332                                             | 297 |
| (Fuente: Population of Georgia in Soviet times) |     |

Según el censo de 2014, los georgianos constituían el 99,3% de la población local.

## Infraestructura

### Arquitectura, monumentos y lugares de interés
En Didi Zanavi se encuentran la iglesia y la fortaleza de Zanavi, dos monumentos medievales inscritos durante 2007 en el registro de Monumentos culturales inamovibles de importancia nacional de Georgia.
El extremo occidental de Didi Zanavi contiene una fortaleza medieval sobre una roca escarpada de difícil acceso. Su muralla está construida de rocas y cal y muestra evidencia de una reconstrucción posterior. La estructura principal de la ciudadela es una torre de tres pisos con una parte trasera redondeada, con aspilleras en todos los lados y un horno en el segundo piso. La puerta arqueada en las paredes del sur conduce a un patio, que contiene una piscina de agua excavada en la roca. Más al sur, hay dos torres, una de ellas contiene los restos de una iglesia. A través de un pequeño arroyo, hay una mezquita congregacional, construida en 1927 en el lugar donde una vez hubo una iglesia cristiana, sobreviven pilastras de capiteles y una placa de piedra con la cruz en un marco de dos niveles.
A unos 2 km al norte del pueblo, aguas arriba del Zanavi, se encuentran las ruinas de una iglesia medieval, probablemente el mismo monasterio mencionado en la vita de San Serapión de Zarzma. Una pila dispersa de piedras ricamente ornamentadas decoraba una gran iglesia, cuyas fachadas estaban encerradas en bloques de piedra. El monasterio entero una vez contuvo varias estructuras accesorias y fue rodeado por una pared fortificada.